# Étienne de Durand
 (août 2014).
Étienne de Durand, né en 1969, est un universitaire français spécialisé dans la polémologie. 
Il a été directeur du Centre des études de sécurité de l'Institut français des relations internationales (IFRI) de 2006 à 2015 ,. Spécialiste des questions de défense française et américaine, ainsi que des interventions militaires, il a publié de nombreux chapitres d’ouvrages, monographies, et articles. Au sein de l'IFRI, il a fondé en 2007 le Laboratoire de recherche sur la défense.

## Biographie

### Jeunesse et études
Étienne de Durand est diplômé de l'Institut d'études politiques de Paris. 

### Parcours professionnel
Il a été professeur invité (visiting fellow) à l'université Harvard et au Massachusetts Institute of Technology en 1998-1999.
Après avoir enseigné à l’Ecole spéciale militaire de Saint-Cyr, à l'École de Guerre et à l’Université Lyon III Jean Moulin, il est recruté au sein de l'IEP de Paris, où il donne des cours. Il est également devenu en 2006 le directeur du Centre des Etudes de Sécurité de l'IFRI, succédant à Dominique David.
En 2007, il a fondé le Laboratoire de recherche sur la défense (LRD), une "structure inédite dans ses objectifs comme dans son fonctionnement", qui réunit au sein de l’Ifri des experts civils et militaires développant des travaux originaux, dégagés de toute affiliation institutionnelle et s’inscrivant dans une logique de recommandation à destination de tous les acteurs de la sécurité.

## Prises de positions
En 2010, Etienne de Durand s'est engagé en faveur d'un partenariat de défense renforcé entre la France et la Grande-Bretagne quelques mois avant la signature du traité de Lancaster House.
En 2013, il a publié dans le journal Le Monde un éditorial en faveur d'un maintien du budget de la défense, soumis à la pression de la réduction des dépenses publiques.